# Bernard de Pourtalès
Bernard Alexandre Georges Edmond de Pourtalès (Bellevue, Ginebra, 5 de juny de 1870 - Casablanca, Marroc, 6 de juliol de 1935) va ser un regatista suís, que va competir a cavall del segle xix i el segle xx. El 1900 va prendre part en els Jocs Olímpics de París on participà en tres proves del programa de vela. Guanyà dues medalles, una d'or i una altra de plata en les dues curses de la modalitat d'1 a 2 tones, junt als seus tiets Hélène de Pourtalès i Hermann de Pourtalès. No finalitzà la prova de la classe oberta.